# IC 2331
IC 2331 је двојна звијезда у сазвјежђу Рак која се налази на листи објеката дубоког неба у Индекс каталогу.
Деклинација објекта је + 19° 40' 45" а ректасцензија 8h 22m 35,2s.